# 托馬什·烏霍爾奇克

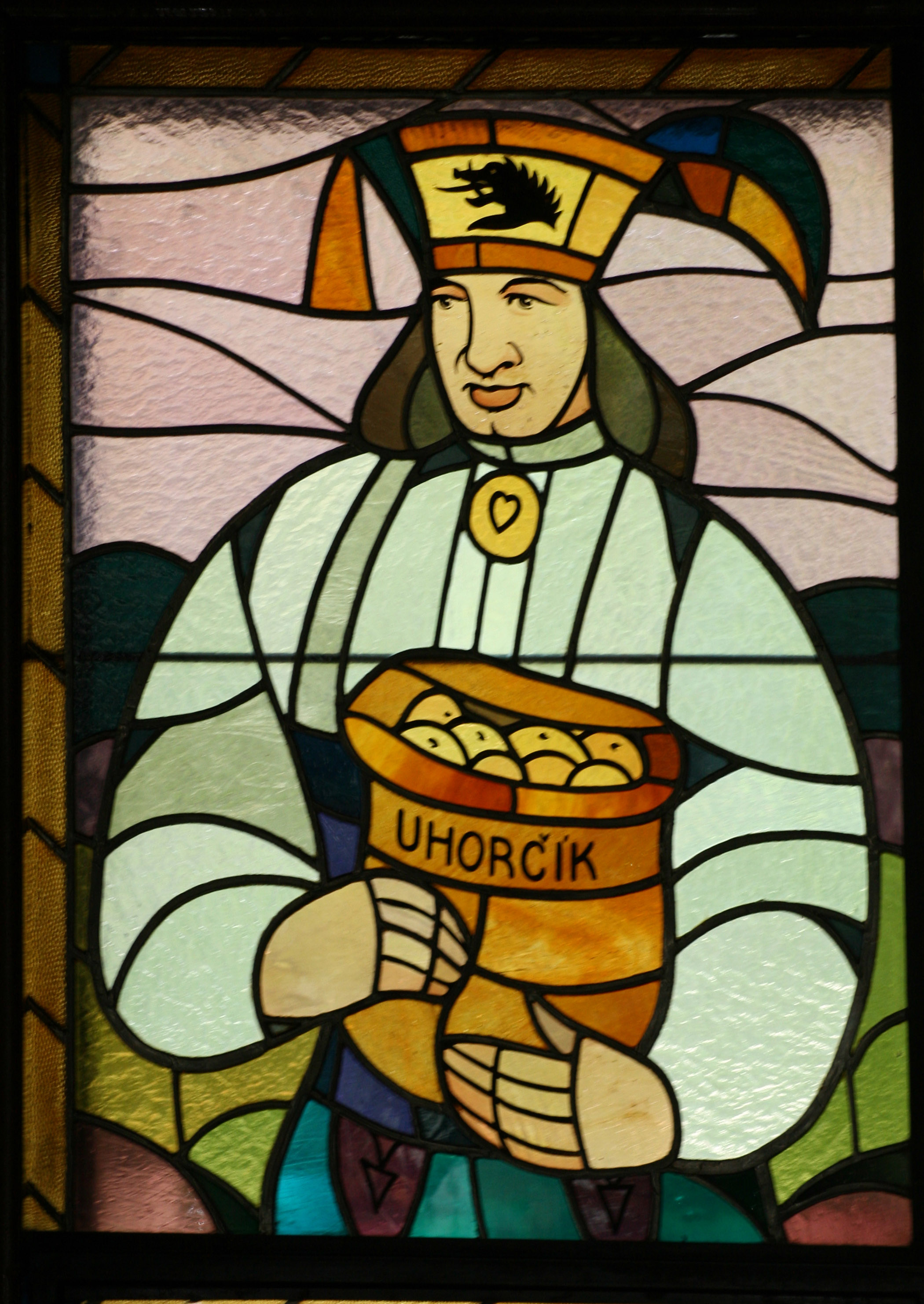
根据Janka Alexyho于1957年描述的托馬什·烏霍爾奇克。

托馬什·烏霍爾奇克（1674年—1713年4月21日）是尤拉伊·亞諾希克的同伙，也是位于Kysuce地区的强盗团队的领袖。
托馬什来自Predmiero（现今的圖爾佐夫卡），作为一名土匪持续了9年。托馬什在比特恰尼城堡监狱中与尤拉伊·亞諾希克相识，并于1711年接纳亞諾希克加入团队。因亞諾希克在1710年协助他逃脱，致使托馬什藏身于Veľké Rovné（帕夫利科夫附近的偏僻地区）的山坡上。之后他们在利普托夫斯基米庫拉什的市集上再次相遇，并合谋从波兰偷运马匹。除此之外，他们还一起参与了摩拉维亚的土匪行动。不久之后，由于乌霍尔奇克与亞布倫科夫的农民斯托利加的女儿结婚，因此他将强盗团队的领导权交给亞諾希克。
1713年，由于首都间谍库宾尼最终找到位于克列诺维克的烏霍爾奇克家中的亞諾希克后，以大约30名手下在泽曼·安德烈斯基（zemana Andreánskeho）的指挥下于夜间将他们包围并逮捕。由于烏霍爾奇克藏匿亞諾希克，因此才会一同被逮捕。在亞諾希克死后，他的真实身份被揭露，并在严刑拷问下承认自己的土匪行为。亞諾希克被处决一个月后，他以“断轮处死”的方式被处决。
根据来自利普托斯基·米库拉斯（Liptovský Mikuláš）的托馬什·烏霍爾奇克的审讯记录，烏霍爾奇克在拷问中透露亞諾希克在“克列诺维克将八个塔勒留给翁德里什（Ondrišovi），借给Gregorovi Vargovi十个塔勒，并给他的兄弟马丁八个塔勒”。乌霍尔奇克也被亚诺西克的一些谣言所提及，偶尔会被误解为是背叛亞諾希克的人。